# السفارة السعودية في المجر
سفارة المملكة العربية السعودية في المجر، هي بعثة دبلوماسية سعودية تقع في العاصمة المجرية بودابست ويترأس البعثة سفير خادم الحرمين الشريفين السفير محمد عبد الهادي المطرفي.

## وصلات خارجية
- موقع سفارة المملكة العربية السعودية السعودية في المجر
- (بالعربية) وزارة الخارجية السعودية
- (بالإنجليزية) Ministry of Foreign Affairs of Kingdom of Saudi Arabia